# Peter Snell
Peter George Snell (Opunake, 17 de dezembro de 1938 – Dallas, 12 de dezembro de 2019) foi um atleta e campeão olímpico neozelandês. Meio-fundista, apesar de uma carreira curta no atletismo seu feitos foram considerados tão grandes pela imprensa especializada e fãs do esporte ao redor do mundo que foi eleito o "Campeão Esportivo do Século XX" da Nova Zelândia.
Nascido e criado no interior da Nova Zelândia, desde a infância e adolescência ele praticava diversos esportes, especialmente o rugby, golfe, badminton, críquete e tênis. Neste último, chegou a disputar o Campeonato Júnior de Tênis do país. Aos 19 anos, sob a tutela do técnico Arthur Lidyard passou a dedicar-se ao atletismo, sob instâncias do técnico que acreditava que ele poderia ser um dos melhores corredores de meio-fundo do país.
Começando por ganhar todos os campeonatos nacionais para a milha e as 880 jardas, e por vencer o melhor corredor de meio-fundo neozelandês, Murray Halberg, nos 2000 m em pista em 1959, Snell tornou-se proeminente internacionalmente ao conquistar a medalha de ouro nos 800 m em Roma 1960, quebrando o recorde olímpico, sem ter qualquer experiência internacional anterior e chamado de "completo desconhecido" antes da prova pela revista Sports Illustrated.  Em janeiro de 1962, ele quebrou o recorde mundial da milha em Whanganui e uma semana depois estabeleceu novas marcas mundiais para os 800 m e as 880 jardas. Em dezembro do mesmo ano, nos Jogos da Commonwealth em Perth, Austrália, venceu a milha e as 880 jardas, quebrando novamente o recorde mundial desta distância não-olímpica.  No fim do ano, foi feito Membro da Ordem do Império Britânico (MBE) pela Rainha Elizabeth II.
Seu maior momento no atletismo aconteceu em Tóquio 1964, quando conquistou o ouro nos 800 m - quebrando seu recorde olímpico de Roma 1960 - e nos 1500 m, feito jamais igualado por qualquer outro atleta masculino num torneio de importância global até 2005, 41 anos depois, quando a dobradinha 800–1500 m foi conquistada no Campeonato Mundial de Atletismo de Helsinque, pelo corredor Rashid Ramzi, do Barém, mas nunca mais o foi em Jogos Olímpicos.
No total, Peter Snell quebrou cinco recordes mundiais individualmente e um por equipes. Ele estava no auge de sua carreira em 1965, considerado o maior corredor meio-fundista do mundo e um dos maiores de todos os tempos, quando, surpreendendo a todo o mundo do atletismo, anunciou sua aposentadoria das pistas, em busca de novos desafios em outras áreas. Mudou-se nos anos 70 para os Estados Unidos, onde por muitos anos foi o diretor do Centro de Desempenho Humano da Universidade do Texas. Em 2001, recebeu o título de Cavaleiro da Ordem do Mérito da Nova Zelândia e o título de Sir.
Snell morreu no dia 12 de dezembro de 2019 aos 80 anos. Ele faria 81 no dia 17.